# East Berlin (Pennsylvanie)
Pour les articles homonymes, voir East Berlin.
East Berlin est un borough, situé dans le comté d'Adams, en Pennsylvanie, aux États-Unis,. En 2010, il comptait une population de 1 521 habitants. Il est incorporé en 1879.

## Démographie
Lors du recensement de 2010, le borough comptait une population de 1 521 habitants. Elle est estimée, en 2017, à 1 537 habitants.

### Source de la traduction
- (en) Cet article est partiellement ou en totalité issu de l’article de Wikipédia en anglais intitulé « East Berlin, Pennsylvania » (voir la liste des auteurs).